# The Original Soundtrack (band)
The Original Soundtrack is een eenmalige samenwerking tussen de Nederlandse bands Krezip, Green Lizard en Wealthy beggar.

## Biografie
De band is tot stand gekomen uit Vers, een project van Muzieklab Brabant waarbij jonge Noord-Brabantse muzikanten met een professionele instelling de kans krijgen om hun eerste eigen project te realiseren. Het project is een idee van Tom Sikkers: hij wilde naast Wealthy beggar in "een vette band" spelen samen met Green Lizard-zanger Remi Tjon Ajong. De productie lag bij Joost Heijthuijsen. De band benadrukte dat het om een eenmalige samenwerking ging, en dus was het concert in het Tilburgse poppodium 013 het eerste en meteen laatste.

## Bandleden
- Bram van den Berg - Krezip drummer
- Jan-Jaap Onverwagt - Green Lizard bassist
- Jordi Nieuwenburg - Wealthy beggar gitarist
- Remi Tjon Ajong - Green Lizard zanger
- Tom Sikkers - Wealthy beggar gitarist

## Discografie
- The Original Soundtrack EP (2005)
- Everything's alright (single)(2005)